# Антонио да Темпо
Анто́нио да Те́мпо (Antonio da Tempo; около 1275, Падуя — после 1339) — итальянский стиховед, поэт, юрист. 

## Очерк биографии и творчества
Факты биографии Антонио скудны. Происходил, вероятно, из семьи судьи Buzzacarino, принадлежавшего к старинному падуанскому роду. За поддержку гибеллинского клана Скалигеров в 1313-14 годах был изгнан из Падуи, несколько лет работал в Венеции, в 1321 году вернулся в Падую. Его имя встречается в списке (падуанских) судей 1337 года. После падения сеньории Скалигеров в Падуе, вероятно, был повторно изгнан из родного города. После 1339 года (этим годом датируется его подпись на документе из Виченцы) никаких свидетельств об Антонио нет.
В истории итальянской литературы наиболее известен как автор трактата «Summa artis rithimici vulgaris dictaminis» («Сумма об искусстве стихосложения на народном языке»; 1332). Написанный традиционно по-латыни, трактат вместе с тем воздаёт должное тосканскому диалекту. Антонио со всей прямотой заявляет: Lingua Tusca magis apta est ad literam sive literaturam quam aliae linguae, et ideo magis est communis et intelligibilis.
В трактате детально описаны 7 современных автору литературных жанров: сонет (лат. sonettus), баллата (лат. ballata), расширенная канцона (лат. cantio extensa), рондель (лат. rotundellus), мадригал (лат. mandrialis), итальянская сирвента (лат. serventesius) и фроттола, которую автор называет загадочным термином motus confectus. Особое внимание Антонио уделяет сонету, принижая при этом сирвенту и баллату (недостаток последней увидел в том, что поэзия тут второстепенна, она лишь угождает музыке и танцу). Мадригал с самого начала описывается как текстомузыкальная форма (а не «абсолютная» поэзия). Сочетание текста с музыкой в мадригале кажется автору «достаточно благозвучным»; правда, «лучше об этом знают учёные музыканты и певцы», сам же он — «не знаток пения». Все описываемые жанры Антонио иллюстрирует примерами стихов собственного сочинения.
Сохранилась (фрагментарно) переписка Антонио в стихах с поэтами-современниками Маттео Корреджайо, Якопо из Имолы, Андреа Цамбони и другими.

## Рецепция
В 1381–1384 годах Джидино ди Соммакампанья (Gidino di Sommacampagna) написал «Trattato e arte deli rithimi volgari», в значительной степени опирающийся на трактат Антонио да Темпо (при этом прямых ссылок на источник Джидино ни разу не привёл). В 1447 году Франческо Барателла в духе компендия («Compendio dell' arte rithmica») перевёл трактат Антонио да Темпо на итальянский язык, при этом он добавил к оригиналу собственные (небезынтересные) соображения, а стихотворные примеры оригинала заменил собственными стихами и стихами своего отца, Антонио Барателлы (Antonio Baratella).

## Издания трудов и литература
- Grion G. Delle rime volgari trattato di Antonio da Tempo, giudice Padovano, composto nel 1332. Bologna, 1869.
- Morpurgo S. Rime inedite di Giovanni Quirini e Antonio Da Tempo // Archivio storico per Trieste, l'Istria e il Trentino I (1881), pp. 142–166.
- Novati F. Poeti veneti del trecento // Archivio storico per Trieste, l'Istria e il Trentino I (1881), pp. 130–141.
- Gallo F.A. La trattatistica musicale // Storia della cultura Veneta, II, a cura di G. Folena. Vicenza, 1976, pp.469–476.
- Summa artis rithimici vulgaris dictaminis. Ed. critica a cura di R. Andrews. Bologna : Commissione per i testi di lingua, 1977.
- Gallo F.A. Sulla fortuna di Antonio da Tempo: un quarto volgarizzamento // L'Ars Nova italiana del Trecento V. Palermo, 1985, pp.149–157.
- Stoppelli P. Antonio da Tempo // Dizionario Biografico degli Italiani. Vol. 33 (1987); электронная публикация